# الاتفاق الدائم
الاتفاق الدائم هو معاهدة سلام وتحالف ثمانية أماكن من الاتحاد السويسري القديم والدوق سيغيسموند النمساوي. وتم انتخاب الملك لويس الحادي عشر ملك فرنسا كوسيط بين الطرفين وجرت المفاوضات في مدينة كونستانس.
وقد تم الانتهاء من الإصدار الأول في 30 مارس 1474، لكنه اضطر إلى الانتظار حتى أوائل عام 1475 للتصديق على الإصدار النهائي.